# 인천 서구의 향토문화유산
인천 서구의 향토문화유산은 다음 각 호의 어느 하나에 해당 하는 것을 말한다.
1. 「문화재보호법」또는「인천광역시 문화재보호 조례」에 따라 국가·시지정문화재로 지정되지 아니한 것으로 역사적, 예술적, 학술적, 경관적 가치가 있는 것과 이에 준하는 유·무형의 자료
2. 향토문화재로서 보존가치가 있을 것으로 기대되는 유산
3. 향토문화, 토속, 풍속을 연구하는데 필요한 자료
4. 그 밖에 인천광역시 서구청장(이하 “구청장”이라 한다)이 제4조에 따라 위원회의 심의를 거쳐 보존·관리가 필요하다고 인정하는 것

## 참고 문헌
- 인천 서구 홈페이지 - 고시/공고